# Liste der Baudenkmäler in Leidersbach
Auf dieser Seite sind die Baudenkmäler in der unterfränkischen Gemeinde Leidersbach zusammengestellt. Diese Tabelle ist eine Teilliste der Liste der Baudenkmäler in Bayern. Grundlage ist die Bayerische Denkmalliste, die auf Basis des Bayerischen Denkmalschutzgesetzes vom 1. Oktober 1973 erstmals erstellt wurde und seither durch das Bayerische Landesamt für Denkmalpflege geführt wird. Die folgenden Angaben ersetzen nicht die rechtsverbindliche Auskunft der Denkmalschutzbehörde.
 Diese Liste gibt den Fortschreibungsstand vom 15. April 2020 wieder und enthält 35 Baudenkmäler.
In dieser Kartenansicht sind Baudenkmäler ohne Koordinaten mit einem roten bzw. orangen Marker dargestellt und können in der Karte gesetzt werden. Baudenkmäler ohne Bild sind mit einem blauen bzw. roten Marker gekennzeichnet, Baudenkmäler mit Bild mit einem grünen bzw. orangen Marker.

## Baudenkmäler nach Gemeindeteilen

### Ebersbach
| Lage                    | Objekt    | Beschreibung                                                             | Akten-Nr.     | Bild  |
| ----------------------- | --------- | ------------------------------------------------------------------------ | ------------- | ----- |
| Altmannshöhe            | Bildstock | 1618 nicht nachqualifiziert, im Bayerischen Denkmal-Atlas nicht kartiert | D-6-76-136-20 | BW    |
| Dornauer Weg (Standort) | Kreuz     | Tischsockel mit Inschrift und Kruzifix, Sandstein, bezeichnet 1834       | D-6-76-136-19 | Kreuz |
| Dornauer Weg 8          | Bildstock | 1797, erneuert 1968; nicht nachqualifiziert                              | D-6-76-136-18 | BW    |

### Hainchsmühle
| Lage                        | Objekt    | Beschreibung | Akten-Nr.     | Bild           |
| --------------------------- | --------- | --- | ------------- | -------------- |
| Hainchensmühle 8 (Standort) | Bildstock | Pfeiler mit Tonnendach-Nischenaufsatz und schmiedeeisernem Bischofskreuz, auf einem Mühlstein gegründet, Sandstein, bezeichnet 1750 | D-6-76-136-25 | weitere Bilder |

### Leidersbach
| Lage                                                    | Objekt                            | Beschreibung | Akten-Nr.     | Bild           |
| ------------------------------------------------------- | --------------------------------- | --- | ------------- | -------------- |
| Am Bildstock; Gemeindewald „Kreuzdelle“                 | Bildstock                         | 1819 nicht nachqualifiziert, im Bayerischen Denkmal-Atlas nicht kartiert | D-6-76-136-17 | BW             |
| Am Bildstock (Standort)                                 | Bildstock                         | Inschriftpfeiler mit Tonnendach-Nischenaufsatz, Sandstein, bezeichnet 1815 | D-6-76-136-12 | weitere Bilder |
| Am Geisberg 1                                           | Bildstock                         | 1810 nicht nachqualifiziert, im Bayerischen Denkmal-Atlas nicht kartiert | D-6-76-136-7  | BW             |
| Am Heldchenweg (Standort)                               | Bildstock                         | Bildhäuschen, Tischsockel, Sandstein, bezeichnet 1839, Backsteintonnenaufbau, mit schmiedeeiserner Kreuzbekrönung, 20. Jahrhundert | D-6-76-136-10 | weitere Bilder |
| Am weißen Bild; Eselsdelle; Hessenthaler Weg (Standort) | Bildstock                         | gemauerter Inschriftsockel mit hohem Reliefaufsatz 'Kruzifix' und Kugelbekrönung über geschweiftem Giebel, grauer Sandstein, barock, bezeichnet 1762 | D-6-76-136-14 | Bildstock      |
| Birkendelle-Eselsdelle-Im Sauhäuschen (Standort)        | Bildstock                         | Pfeiler mit Tonnendach-Nischenaufsatz, Sandstein, Anfang 19. Jahrhundert | D-6-76-136-11 | weitere Bilder |
| Eselsdelle (Standort)                                   | Gedenkstein                       | für den hier tödlich verunglückten Philemon Weihs, Bildstockform mit Inschriftpfeiler und Kreuzdach-Nischenaufsatz, Sandstein, bezeichnet 1903 oder 1909 | D-6-76-136-15 | weitere Bilder |
| Friedhofsweg 1; Hausener Weg (Standort)                 | Katholische Pfarrkirche St. Jakob | Saalkirche mit Rundapsis innerhalb des leicht vor die Fassade tretenden Rechteckturmes, Satteldachbau mit unverputztem sparsam gegliedertem Sandsteinmauerwerk, Turm mit Rundbogenschallarkaden und Flachsatteldach, klassizistisch, 1819–1822, durchgreifender Umbau 1839, Erweiterung 1937/38; mit Ausstattung | D-6-76-136-1  | weitere Bilder |
| Friedhofsweg 1; Hausener Weg (Standort)                 | Treppenanlage                     | Sandstein, mehrfach umgestaltet, 19./20. Jahrhundert | D-6-76-136-1  | weitere Bilder |
| Friedhofsweg 1; Hausener Weg (Standort)                 | Laufbrunnen                       | Kelchschale mit wasserspeiender Engelsfigur, Kalkstein, 1. Viertel 20. Jahrhundert, 1951 hierher versetzt | D-6-76-136-1  | weitere Bilder |
| Hauptstraße 104 (Standort)                              | Wohnhaus                          | eingeschossiges teilweise verputztes Fachwerkhaus mit Satteldach über hohem Kellersockel mit Freitreppe in Ecklage, 1. Hälfte 19. Jahrhundert | D-6-76-136-2  | Wohnhaus       |
| Hauptstraße 106 (Standort)                              | Gasthaus Krone                    | Fachwerkhaus, 1. Hälfte 19. Jahrhundert | D-6-76-136-3  | Gasthaus Krone |
| Hauptstraße 175 (Standort)                              | Wegkapelle                        | kleiner Rechteckbau mit Satteldach und blechverkleidetem Dachreiter mit Spitzhelm, Sandsteinquaderbau mit offener Vorhalle auf Holzstützen, neugotisch, bezeichnet 1899, 2001 nach Abbau an neuem Standort wiedererrichtet                                                                                       | D-6-76-136-5  | weitere Bilder |
| Kaltes Loch                                             | Kruzifix                          | 1821, Sockel 1761 nicht nachqualifiziert, im Bayerischen Denkmal-Atlas nicht kartiert | D-6-76-136-13 | BW             |
| Kleine Hecke (Standort)                                 | Gedenkstein                       | für den an dieser Stelle plötzlich verstorbenen Jakob Soder, Inschriftsockel mit Rustikaaufsatz und Kreuzrelief, Sandstein mit Metallkorpus, bezeichnet 1903 | D-6-76-136-9  | weitere Bilder |
| Marienplatz 6 (Standort)                                | Wohnhaus                          | traufständiger Krüppelwalmdachbau mit Sichtfachwerkobergeschoss über hohem Kellersockel mit Freitreppe, Erdgeschoss und Keller in Sandsteinquadermauerwerk, 1. Hälfte 19. Jahrhundert | D-6-76-136-6  | Wohnhaus       |
| Nähe Hauptstraße (Standort)                             | Kreuz                             | Sockel mit Kruzifix, Sandstein mit Metallkorpus, 19. Jahrhundert | D-6-76-136-4  | weitere Bilder |
| Stockgrund (Standort)                                   | Bildstock                         | Pfeiler mit Abfasungen und Kreuztonnendach-Nischenaufsatz mit seitlichen Kreuzreliefs, Sandstein, bezeichnet 1856 | D-6-76-136-16 | weitere Bilder |

### Roßbach
| Lage                                  | Objekt         | Beschreibung | Akten-Nr.     | Bild           |
| ------------------------------------- | -------------- | --- | ------------- | -------------- |
| Am Schwanenbrunnen (Standort)         | Gedenkkreuz    | Sandsteinpfeiler mit Pietà, bezeichnet 1913 | D-6-76-136-28 | BW             |
| Mitteldorfer Höhe                     | Bildstock      | nicht nachqualifiziert, im Bayerischen Denkmal-Atlas nicht kartiert | D-6-76-136-29 | BW             |
| Brunnengasse 9 (Standort)             | Bildstock      | Pfeiler mit Satteldach-Nischenaufsatz und original erhaltener schmiedeeiserner Kreuzbekrönung, Sandstein, bezeichnet 1797 | D-6-76-136-21 | BW             |
| Eschenack (Standort)                  | Bildstock      | Nischenaufsatz eines Bildstocks, Sandstein, bezeichnet 1739, Einbau mit Mosaikbild 'Pietà' in neu errichteter Marienkapelle, bezeichnet 1956 | D-6-76-136-27 | BW             |
| Gottlieb-Bögner-Straße 72 (Standort)  | Bildstock      | Inschriftpfeiler mit Tonnendach-Nischenaufsatz und schmiedeeisernem Bischofskreuz, Sandstein, bezeichnet 1826 | D-6-76-136-22 | BW             |
| Kirchweg 22 (Standort)                | Pfarrkirche    | Katholische Kirche St. Laurentius, Saalbau mit eingezogenem dreiseitigen Chor, über Satteldach Dachreiter mit geschweifter Haube, 1688, Erneuerung 1821, verbreiterter Erweiterungsbau vor dem Langhaus mit Walmdach, abschließender Turm über achteckigem Grundriss, geschweifte Haube mit Laterne, Johann Adam Rüppel, bezeichnet 1927, 1986/87 Aufbruch der nördlichen Langhauswand für Erweiterungsbau, mit Ausstattung | D-6-76-136-23 | weitere Bilder |
| Premer oder Krotter-Gut; Gemeindewald | Bildstock      | wohl 18. Jahrhundert nicht nachqualifiziert, im Bayerischen Denkmal-Atlas nicht kartiert | D-6-76-136-26 | BW             |
| Roßbacher Straße 100 (Standort)       | Kriegerdenkmal | Denkmal für die Gefallenen der Kriege 1866 und 1870 und zugleich Brunnenanlage, Sandstein, bezeichnet 1912 | D-6-76-136-24 | Kriegerdenkmal |

### Volkersbrunn
| Lage                                          | Objekt            | Beschreibung | Akten-Nr.     | Bild           |
| --------------------------------------------- | ----------------- | --- | ------------- | -------------- |
| Am Siegfriedsbrunnen (Standort)               | Gefallenendenkmal | skulpturale Stelen und Bronzetafel mit den Namen der Kriegstoten, Sandstein 1970                                                         | D-6-76-136-35 | weitere Bilder |
| Bachmannshecken; Junges Bauern-Gut (Standort) | Bildstock         | Kopie eines Reliefbildstockes mit Kruzifix, bezeichnet 1760                                                                              | D-6-76-136-34 | Bildstock      |
| Erlenbüsche (Standort)                        | Bildstock         | Pfeiler mit Kreuztonnendach-Nischenaufsatz und schmiedeeiserner Kreuzbekrönung, Sandstein, bezeichnet 1757                               | D-6-76-136-36 | weitere Bilder |
| Jägersweg 3 (Standort)                        | Bauernhaus        | Wohnhaus, zurückliegendes zweigeschossiges verputztes Fachwerkhaus mit Keller, Freitreppe und Krüppelwalmdach, 1. Hälfte 19. Jahrhundert | D-6-76-136-30 | weitere Bilder |
| Jägersweg 3 (Standort)                        | Bildstock         | Pfeiler mit geböschten Kanten und Reliefaufsatz 'Kruzifix', Sandstein, bezeichnet 1760                                                   | D-6-76-136-31 | weitere Bilder |
| Volkersbrunner Straße 13 (Standort)           | Wohnhaus          | giebelständiges zweigeschossiges Fachwerkhaus mit Satteldach, 1. Hälfte 19. Jahrhundert                                                  | D-6-76-136-32 | Wohnhaus       |
| Volkersbrunner Straße 15 (Standort)           | Wohnhaus          | giebelständiges zweigeschossiges Fachwerkhaus mit Satteldach, 18. Jahrhundert                                                            | D-6-76-136-33 | Wohnhaus       |